# Sinularia frondosa
Sinularia frondosa är en korallart som beskrevs av Verseveldt 1978. Sinularia frondosa ingår i släktet Sinularia och familjen läderkoraller. Inga underarter finns listade i Catalogue of Life.